# Волчанское (Днепропетровская область)
Волчанское (укр. Вовчанське) — село,
Васильковский поселковый совет,
Васильковский район,
Днепропетровская область,
Украина.
Код КОАТУУ — 1220755102. Население по переписи 2001 года составляло 274 человека.

## Географическое положение
Село Волчанское находится на правом берегу реки Волчья,
выше по течению на расстоянии в 3,5 км расположено село Григоровка,
ниже по течению на расстоянии в 3,5 км расположен пгт Васильковка.
Рядом проходит автомобильная дорога Т-0401.

## Экономика
- Волчанское месторождение (титан–циркониевые россыпи). Относится к резервным государственным месторождениям.